# لاویتاش
لاویتاش (به آلمانی: Leutasch) یک منطقهٔ مسکونی در اتریش است که در اینسبروک لند واقع شده‌است. لاویتاش ۱۰۳٫۱ کیلومتر مربع مساحت دارد ۱٬۱۳۶ متر بالاتر از سطح دریا واقع شده‌است.